# Rivula curvifera
Rivula curvifera là một loài bướm đêm trong họ Erebidae.